# Dänen

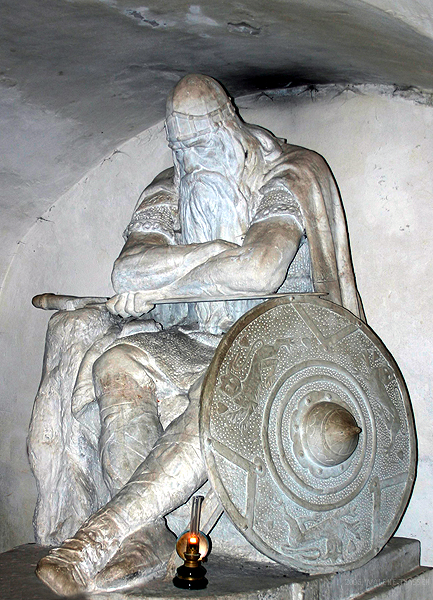
König Gudfreds legendärer Sohn Holger Danske gilt als nationale Personifikation Dänemarks

Die Dänen sind ein nordgermanisches Volk in Nordeuropa. Sie sind die Titularnation des Königreichs Dänemark und eine anerkannte Minderheit in Schleswig-Holstein (Südschleswig).
Von der Ethnie ist die Gesamtheit der dänischen Staatsbürger zu unterscheiden; abgesehen von eingebürgerten Zuwanderern und einer deutschsprachigen Minderheit in Südjütland (Nordschleswig) besitzen Färinger und Grönländer (grönländische Inuit) die dänische Staatsangehörigkeit, weil die Färöer-Inseln und Grönland Teile des Königreiches sind.

## Sprache

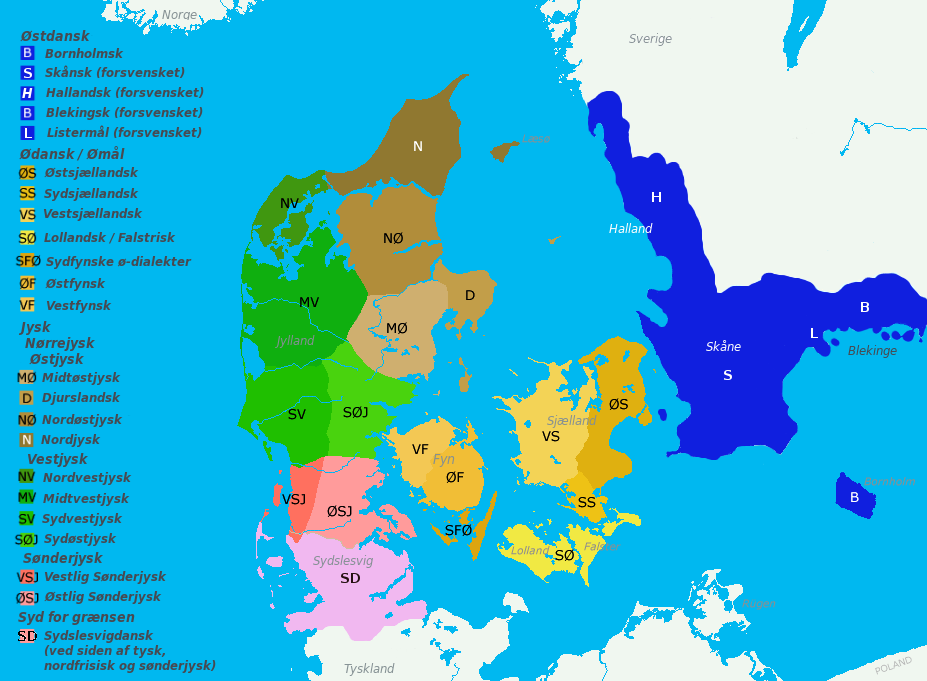
Dänische Dialekte in Dänemark, in Schonen, Halland und Blekinge sowie in Schleswig-Holstein

Die dänische Sprache ist eine nordgermanische Sprache. Sie trennte sich zwischen dem 10. und dem 13. oder 14. Jahrhundert von den anderen skandinavischen (nordgermanischen) beziehungsweise altnordischen Sprachen ab. Auslöser dafür waren vor allem politische und soziale Gründe.
Bis zur Mitte des 16. Jahrhunderts entstand das Standarddänische, das auf dem Kopenhagener beziehungsweise seeländischen Dialekt basiert. Daneben existieren mehrere dänische Dialekte, wie Inseldänisch, Jütländisch und Ostdänisch (Schonisch). Bis zum Sprachwechsel im 19. Jahrhundert war in Teilen Schleswigs noch das Angeldänische verbreitet, die letzten Aufzeichnungen des Dialekts wurden in den 1930er Jahren gemacht.
In Flensburg gibt es bis heute eine deutsch-dänische Mischsprache, das Petuh. Innerhalb der dänischen Minderheit hat sich zudem das von der norddeutschen Umgangssprache beeinflusste Südschleswigdänisch entwickelt.
Die in Südschweden (Schonen) verbreitete Schonische Sprache (in der Karte blau eingezeichnet) ist sehr eng mit dem Dänischen verwandt. Tatsächlich gehen die Meinungen auseinander, ob es sich beim Schonischen um einen südschwedischen oder einen ostdänischen Dialekt handelt.

## Geschichte der Dänen
Synonym zu „Normannen“ wurden im mittelalterlichen Westeuropa zunächst alle Wikinger als „Dänen“ bezeichnet – unabhängig davon, ob es sich um dänische, norwegische oder schwedische Wikinger handelte. Der Name „Dänemark“ tauchte erstmals um 900 bei den Reisenden Wulfstan und Ottar auf. Das Wort bedeutet so viel wie „Grenzland der Dänen“ (Mark im Sinne von „Grenze“) und bezog sich ursprünglich, je nach Theorie, auf das südliche Grenzgebiet an der Eider oder auf die dänischen Inseln und Skåneland. Jede dieser Deutungen ist umstritten.

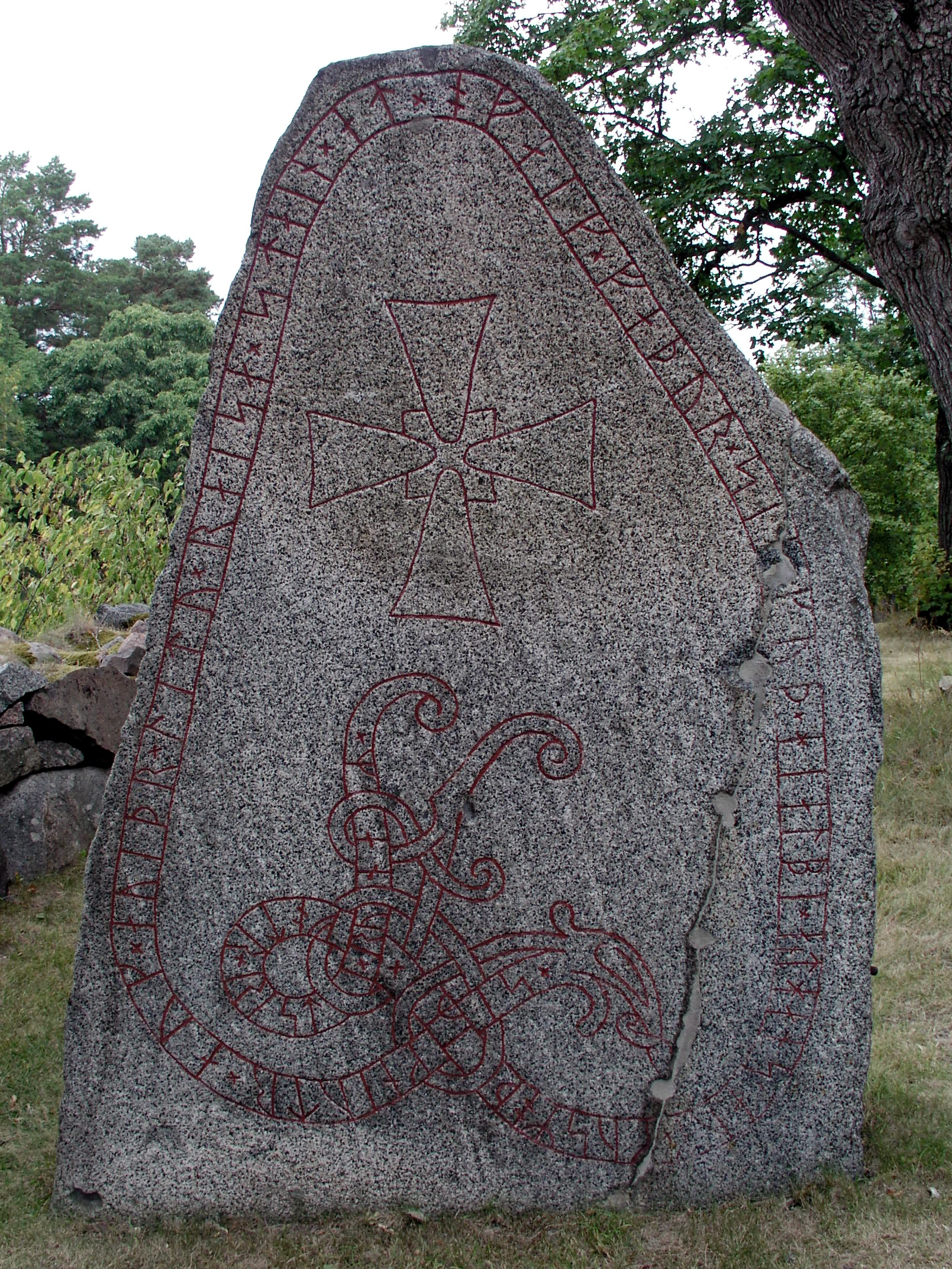
Historischer Runenstein in Danmark, Uppsala (Schweden) – mythische Urheimat der Dänen
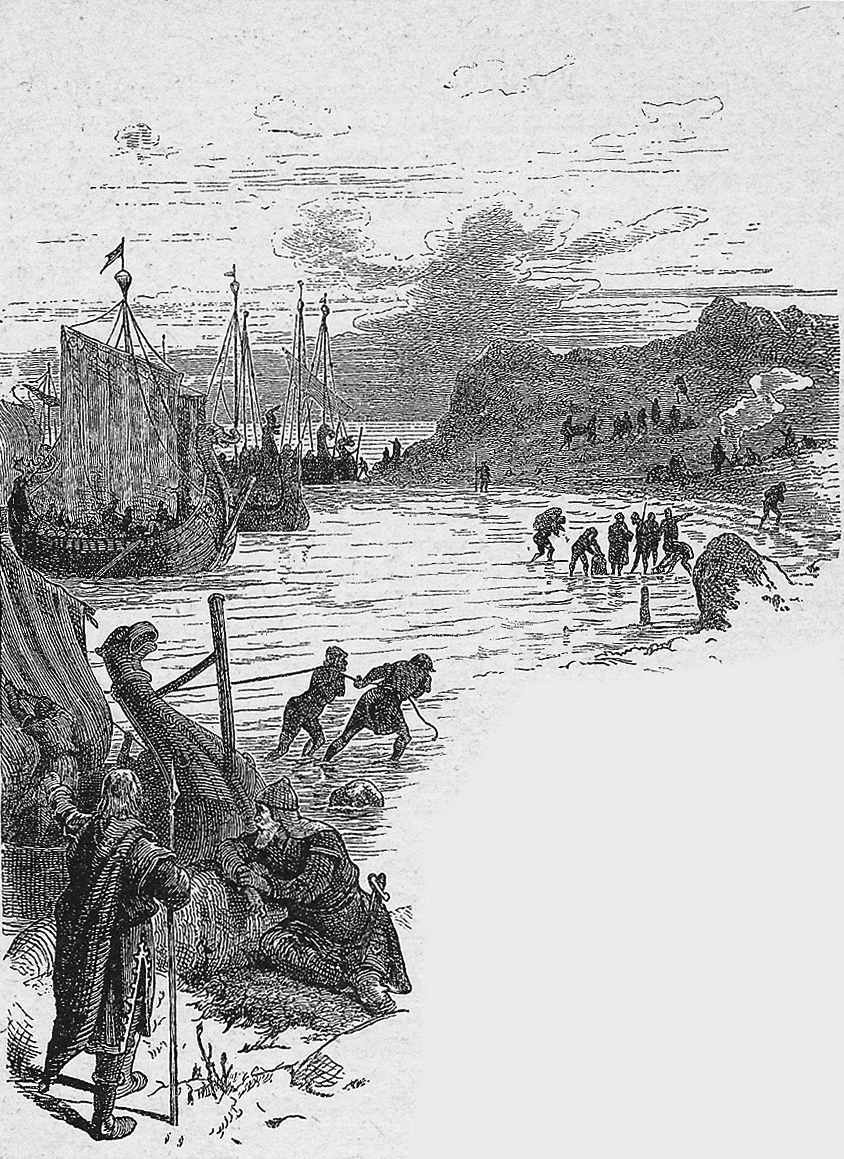
Einer Legende nach war Odins Sohn Skiold der Stammvater der Dänen und landete in Jütland
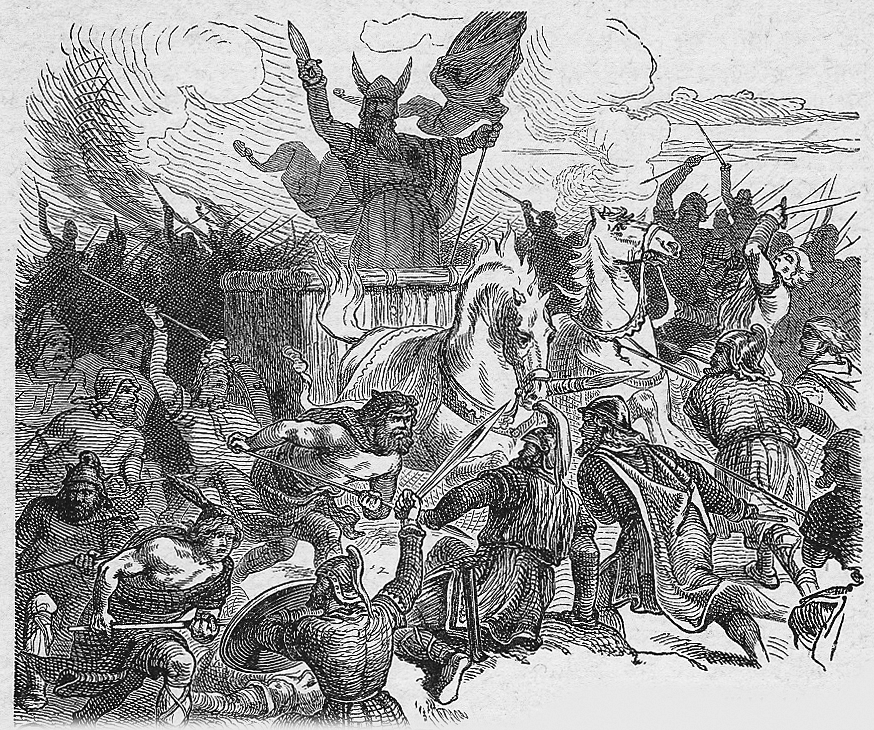
Die legendäre Schlacht von Bråvalla war der erste Höhepunkt schwedisch-dänischer Erbfeindschaft
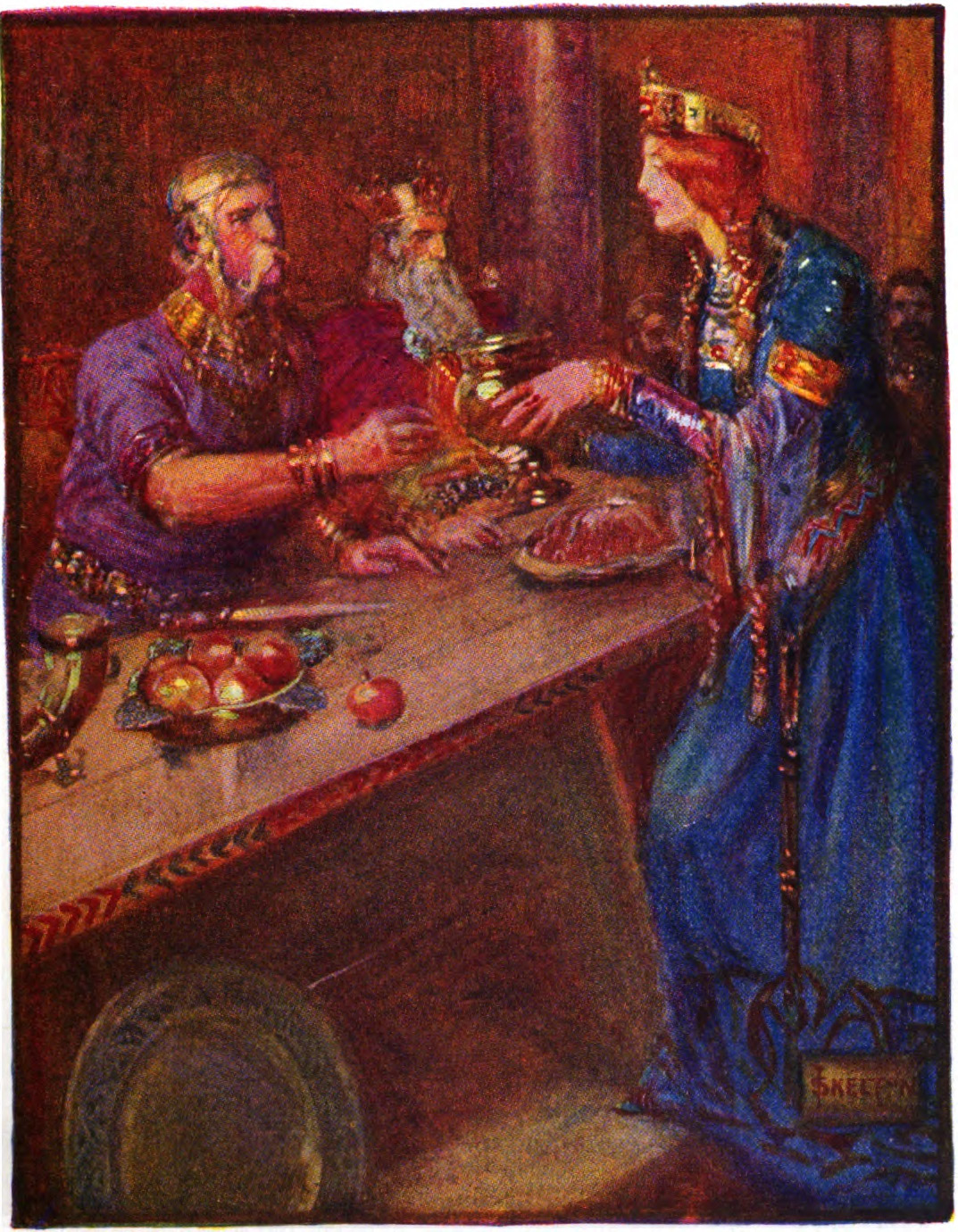
Dans Urenkel Hrothgar wird im altenglischen Epos Beowulf porträtiert (8. Jahrhundert)

### Etymologie und Mythologie

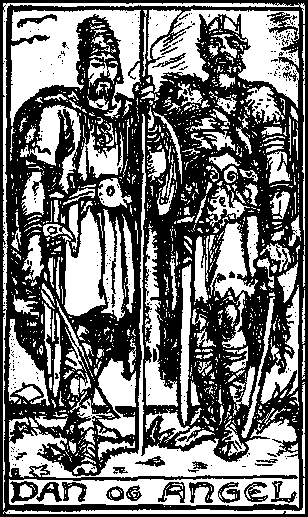
Saxo Grammaticus’ Reichschronik zufolge waren Dan und Angul Brüder

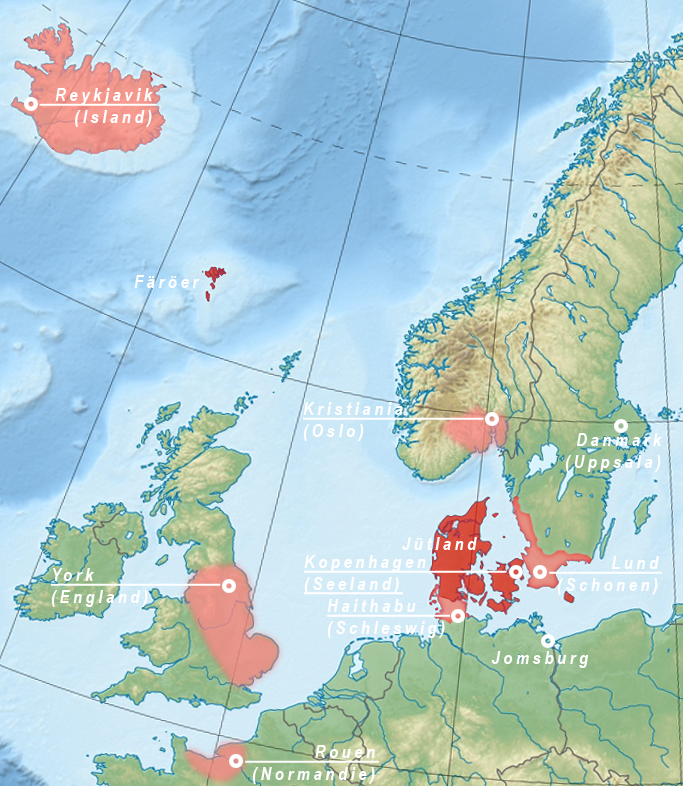
Historische Ausbreitung der Dänen: Von Uppsala bzw. Schonen über Seeland nach Jütland (6. Jh.) und von dort weiter nach England und Normandie (9.–11. Jh.) bzw. Färöer, Island und Grönland (18. Jh.)

Über die Herkunft der Dänen gibt es mehr Legenden als gesicherte Angaben. Der normannische Chronist Dudo von Saint-Quentin wollte die Dänen als Nachfahren des Trojaners Antenor sehen. Ihrer eigenen (in der Gesta Danorum festgehaltenen) Überlieferung zufolge war ihr Stammvater ein König namens Dan. Andere Legenden machten Odins Sohn Skjöld zum Stammvater der Dänen beziehungsweise zum Ahnherrn des dänischen Königshauses der Skjöldungar (Skioldinger), einige davon wiederum bezeichneten Skjöld als Enkel Dans. Dan habe einen Bruder namens Angul gehabt, der als Stammvater der Angeln gilt. In anderen Überlieferungen ist von einem dritten Bruder namens Nór(i), dem legendären Stammvater der Norweger, und einem vierten namens Østen die Rede (Chronicon Lethrense). Sie alle sollen Söhne des Königs von Alt-Uppsala gewesen sein. Tatsächlich gibt es noch heute einen zur Gemeinde Uppsala gehörenden Ort namens Danmark in der Provinz Uppland, der im Zusammenhang mit der legendären Urheimat der Dänen stehen soll.
Der römisch-gotische Chronist Jordanes erwähnte erstmals um 550 in seiner Getica die Dani (Danen, Dannen) als einen Unterstamm der Suitidi (Sithonen), also der Schweden. Zeitgleich tauchten die Dänen auch in den Historien des griechischen Historikers Prokop auf, in denen er über die Gotenkriege berichtete. Jordanes und Prokop brachten in ihren Berichten die Dänen in Verbindung mit den ihnen angeblich verwandten Herulern. Diese sollen von den Dänen aus ihren Siedlungsgebieten in Schonen und Halland vertrieben worden sein. Der Herulerkönig Rudolf gründete ein neues Reich an der Donau. Als es von den Langobarden vernichtet wurde, seien die Heruler um 512 zurück nach Skandinavien oder Jütland gezogen, wo sie in den Dänen aufgegangen sein sollen. Ob die Heruler aber tatsächlich aus Skandinavien stammten, ob sie überhaupt Germanen waren und vor allem, ob und wie sie tatsächlich nach Skandinavien zurückwanderten, ist umstritten.
Der fränkische Chronist Gregor von Tours beschrieb um 590 in seiner „Geschichte der Franken“ den Kriegszug eines dänischen Königs namens Chlochilaicus ins Frankenreich, der um 515 oder um 521 stattgefunden haben soll. Das erst im 7. Jahrhundert entstandene Finnsburg-Fragment, Überbleibsel eines altenglischen Gedichts, berichtete von Kämpfen zwischen Dänen und Friesen in der Mitte des 5. Jahrhunderts. Im altenglischen Beowulf-Epos des 8. Jahrhunderts wurden die Dänen als Gâr-Dena (Ger-Dänen, d. h. „Speer-Dänen“) erwähnt. In anderen mittelalterlichen Erzählungen wurden gelegentlich auch Ring-Dänen (mit Ringpanzern gerüstet), Schwert-Dänen, Axt-Dänen, Hammer-Dänen usw. erwähnt.

### Ethnogenese und Landnahme

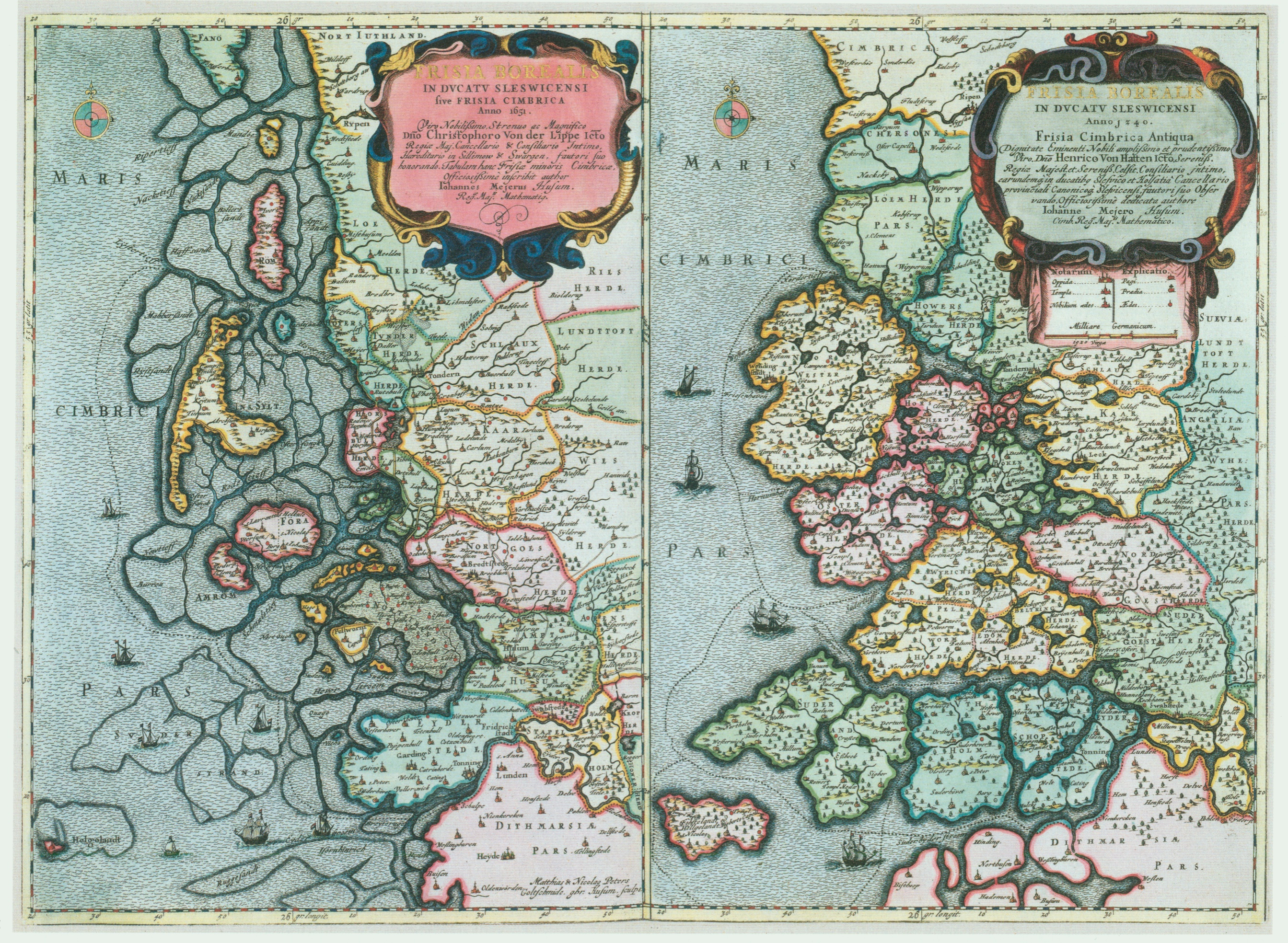
Schleswigs Nordseeküste vor den Überflutungen des 14. Jahrhunderts (rechts) und danach (links)

Zu Beginn des 6. Jahrhunderts breiteten sich die Dänen von Schonen zunächst nach Seeland und auf die übrigen dänischen Inseln, dann von dort in der Mitte des 6. Jahrhunderts auch nach Jütland aus. In Jütland verschmolzen die nordgermanischen Dänen mit jenen Resten der Vorbevölkerung aus nordwestgermanischen (ingväonischen) Jüten und Angeln, die im vorangegangenen Jahrhundert nicht nach England abgewandert waren. Allerdings mussten sich die Dänen in Jütland und Schleswig vom 7. bis zum 11. Jahrhundert zunächst auch gegen norwegische und schwedische Eroberungs- und Ansiedlungsversuche durchsetzen. Ab dem 9. Jahrhundert zogen dänische Wikinger nach England (vor allem in die einst von den Angeln gegründeten Königreiche Northumbria, Mercia und East Anglia) und Irland. Lincoln, Derby, Nottingham, Leicester und Stamford waren dänische Städte („Fünfburgenland“).
Auch die meisten der sich im 9. und 10. Jahrhundert in der französischen Normandie ansiedelnden Wikinger (nachfolgend Normannen genannt) waren Dänen. Trotz des englischen St.-Brice’s-Day-Massakers an dänischen Siedlern (1002) herrschten die Dänen im 11. Jahrhundert kurzzeitig über ganz England und damit über ein Nordseereich, gingen dort aber ebenso rasch in der englischen Bevölkerung auf, wie die Normannen von den Franzosen assimiliert wurden.
Der erste historisch fassbare dänische König und erste vorläufige Reichseiniger war Gudfred in Haithabu. Gegen ihn errichtete der Frankenkaiser Karl der Große zu Beginn des 9. Jahrhunderts zeitweise die Dänische Mark (Mark Schleswig) zwischen Schlei und Eider. Die Dänen ihrerseits errichteten gegen Franken und Sachsen das Danewerk, der sich zur nationalen Verteidigungsanlage beziehungsweise zu einem Nationalsymbol entwickelte. Die Eider bildete fortan die ungefähre Südgrenze der dänischen Besiedlung. Darüber hinaus beherrschten dänische Wikingerfürsten als getaufte Vasallen fränkischer Herrscher im 9. Jahrhundert auch Dorestad (bei Utrecht) und den Großteil Frieslands. Zu einer Unterwerfung der Friesen, einer dänischen Landnahme und der möglicherweise beabsichtigten Errichtung einer dänisch-skandinavischen Kolonie oder eines Nebenreiches in Friesland kam es jedoch nicht. Erst unter König Gorm kam es in der ersten Hälfte des 10. Jahrhunderts zur dänischen Reichseinigung. Die Reichseinheit ging in der ersten Hälfte des 12. Jahrhunderts und in der ersten Hälfte des 14. Jahrhunderts kurzzeitig nochmals verloren.
Im Laufe politischer Differenzierung, Verselbständigung und gegenseitiger Abgrenzung der drei nordischen Völker voneinander bildete sich zwischen dem 11. und dem 16. Jahrhundert schließlich die von Schweden und Norwegern verschiedene Nation der Dänen heraus. Im 14. Jahrhundert versanken große Teile des friesischen bzw. dänischen Siedlungsgebiets an der schleswig-holsteinischen Nordseeküste dauerhaft im stürmischen Meer, Dänemark verlor Zehntausende Einwohner und Lebensraum für Zehntausende weitere. Ihre schonischen Stammlande verloren die Dänen im 17. Jahrhundert an Schweden, begannen dafür aber ab dem 18. Jahrhundert mit der Kolonisierung Grönlands.

### Nationalstaat und Nationalbewusstsein

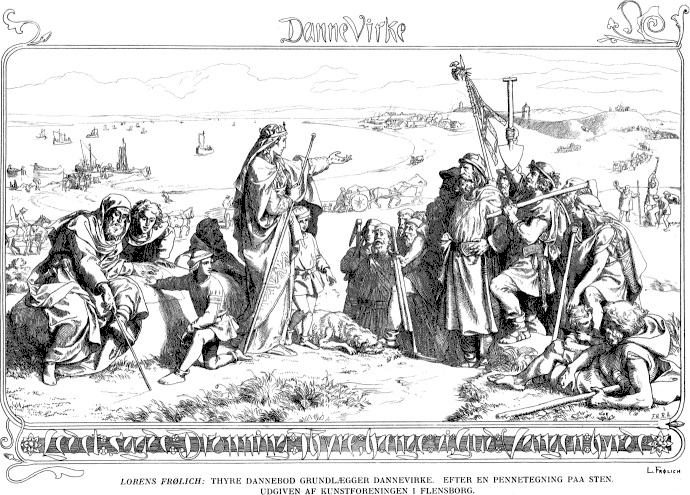
Gegen Sachsen und Franken errichten die Dänen in einem nationalen Verteidigungsakt den Danewerk (8. und 9. Jahrhundert)

Während das schwedische Nationalbewusstsein vor allem durch die Abgrenzung und Verschiedenheit vom Dänentum entstand, ist das dänische Nationalbewusstsein vor allem durch Selbstbehauptung und Emanzipation gegenüber den deutschen Nachbarn geprägt. Bereits das Danewerk entstand als gemeinsame nationale Verteidigungsanstrengung gegen das Ostfränkische bzw. Deutsche Reich, und die heidnische Restaurationsversuche unter Sven Gabelbart waren vor allem auch gegen den wachsenden Einfluss deutscher Missionare gerichtet. Mit der Abschüttelung des im 9., 10., 11. und 12. Jahrhunderts wiederholt erzwungenen Lehnseides gegenüber dem deutschen Kaiser begründeten König Waldemar I. und sein Sohn Knut VI. eine erste dänische Großmachtzeit, die später verklärt wurde. Die dänische Großmacht musste sich im 13., 14. und 15. Jahrhundert jedoch der Vorherrschaft der deutschen Hanse erwehren, die wiederholt Kopenhagen plünderte und bombardierte. Erst im 16. Jahrhundert gelang der Sieg über den deutschen Städtebund.
Unter Christian IV. erreichte Dänemark Anfang des 17. Jahrhunderts den Höhepunkt kultureller und wissenschaftlicher Blüte, sein religiöses Sendungsbewusstsein scheiterte jedoch im Dreißigjährigen Krieg und führte zur Besetzung Jütlands durch kaiserlich-deutsche Söldner. Christians Heldenmut im Kampf wird in der königlich-dänischen Nationalhymne besungen. Danach war Dänemark zunächst im Selbstbehauptungskampf gegen Schweden beschäftigt. Mit dem Frieden von Roskilde 1658 musste Dänemark seine östlichen Provinzen Schonen, Blekinge und Halland (Skåneland) an Schweden abtreten, die bis dahin zentral gelegene Hauptstadt Kopenhagen wurde damit zur Grenzstadt. Anfang des 18. Jahrhunderts musste Dänemark seine Pläne zur Rückeroberung der schwedisch annektierten Stammlande in Schonen endgültig aufgeben. Mit dem Verlust Norwegens an Schweden war der dänische Gesamtstaat Anfang des 19. Jahrhunderts schließlich auf Dänemark, Schleswig-Holstein und die nordatlantischen Besitzungen beschränkt.

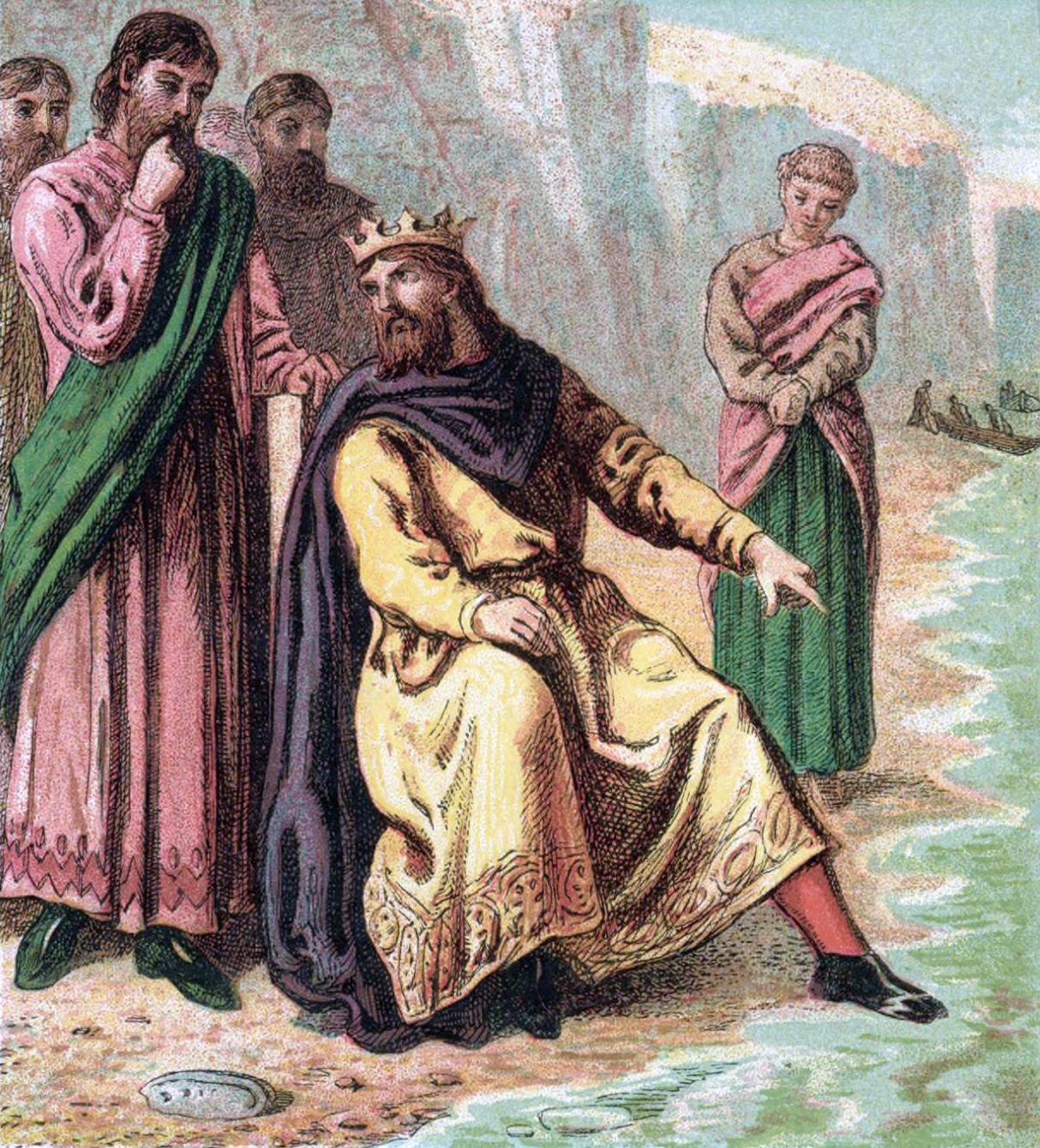
Knut der Große († 1035) beherrschte die Nordsee, christianisierte die Dänen und gewann Holstein
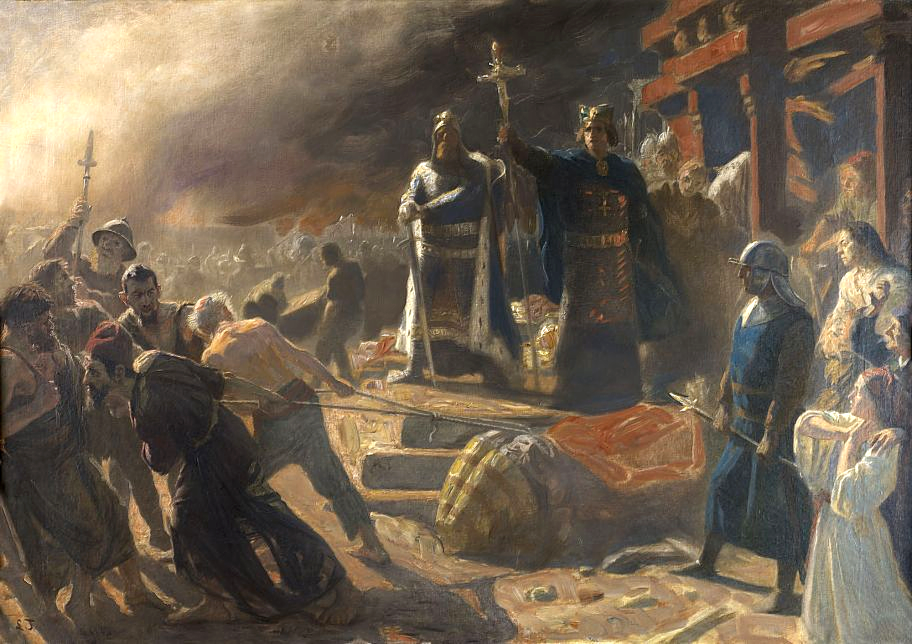
Waldemar der Große († 1182) warf die deutsche Lehnshoheit ab und eroberte Rügen
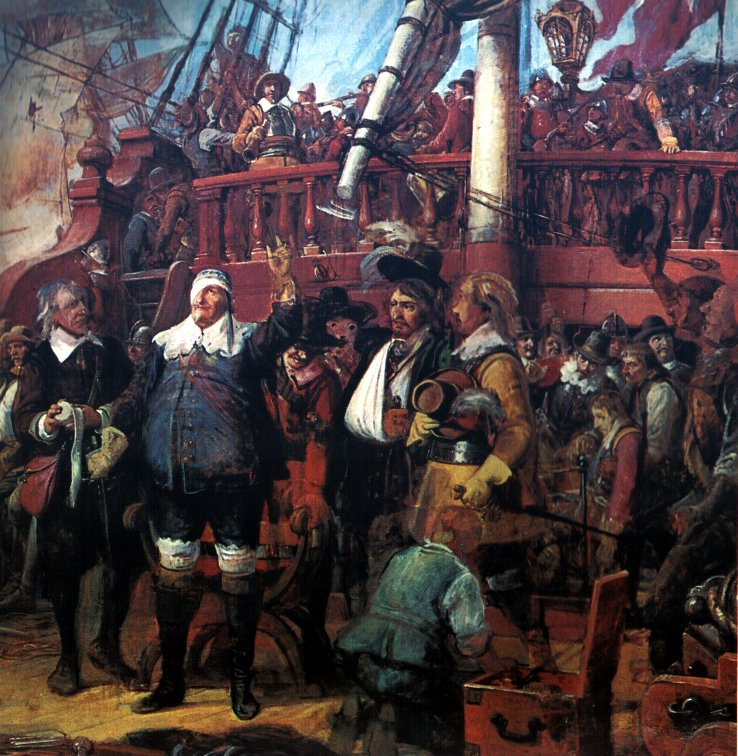
Unter Christian IV. († 1648) blühte Dänemark, verlor aber die Ostseeherrschaft
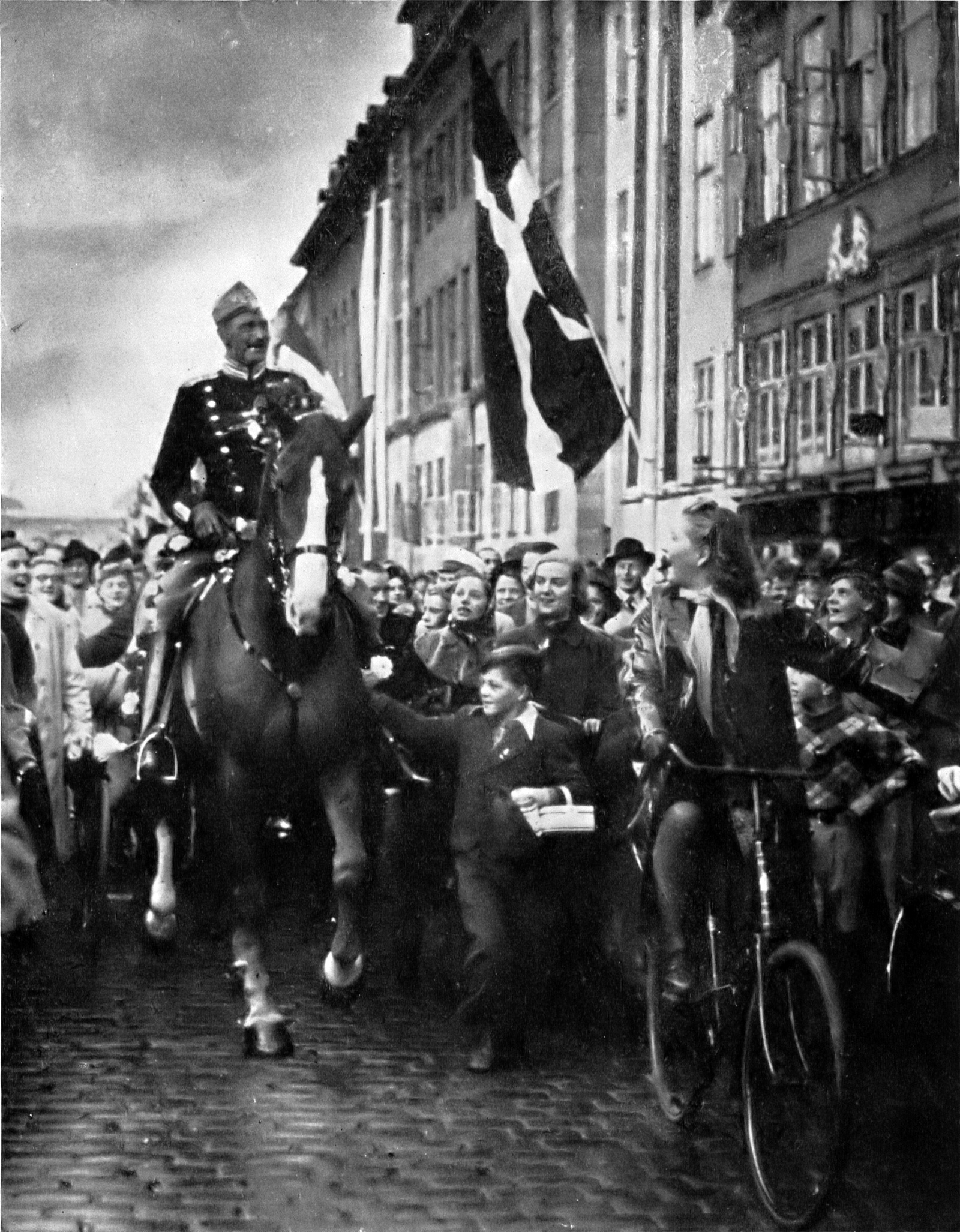
Christian X. († 1947) hielt das Nationalbewusstsein während der deutschen Besetzung aufrecht

Bereits Ende des 18. Jahrhunderts hatten Gesetze des Ministers Ove Høegh-Guldberg die dänische Sprache und Kultur aufgewertet bzw. den bis dahin großen deutschen Einfluss im Königreich zurückgedrängt. Der Keim für ein modernes und gegen Deutschland gerichtetes Nationalbewusstsein war gelegt und wurde Mitte des 19. Jahrhunderts in den auf Initiative Nikolai Grundtvigs errichteten religiös-konservativen Volkshochschulen um eine romantische Komponente erweitert und weiterentwickelt. In der Schleswig-Holstein-Frage trafen Mitte des 19. Jahrhunderts deutscher und dänischer Nationalismus aufeinander. Die dänischen Nationalliberalen (Eiderdänen) wollten Schleswig, das den Status eines dänischen Lehen hatte, bis an die damalige deutsch-dänische Grenze an der Eider bzw. bis an das Danewerk verfassungsrechtlich in das dänische Kernland integrieren und dafür das über eine Personalunion mit Dänemark verbundene, aber sonst zum Deutschen Bund gehörende Holstein abtrennen und aufgeben. Eine andere nationalliberale Variante war der Skandinavismus, der eine gesamt-nordische Identität formulierte. Ihnen gegenüber standen sowohl die deutschen Nationalliberalen in den Herzogtümern (Schleswig-Holsteinische Bewegung) als auch die konservativ-paternalistisch ausgerichteten Gesamtstaatsbefürworter (Helstatsfolk), die den multiethnischen Gesamtstaat und seine bisherige Ordnung bewahren wollten.

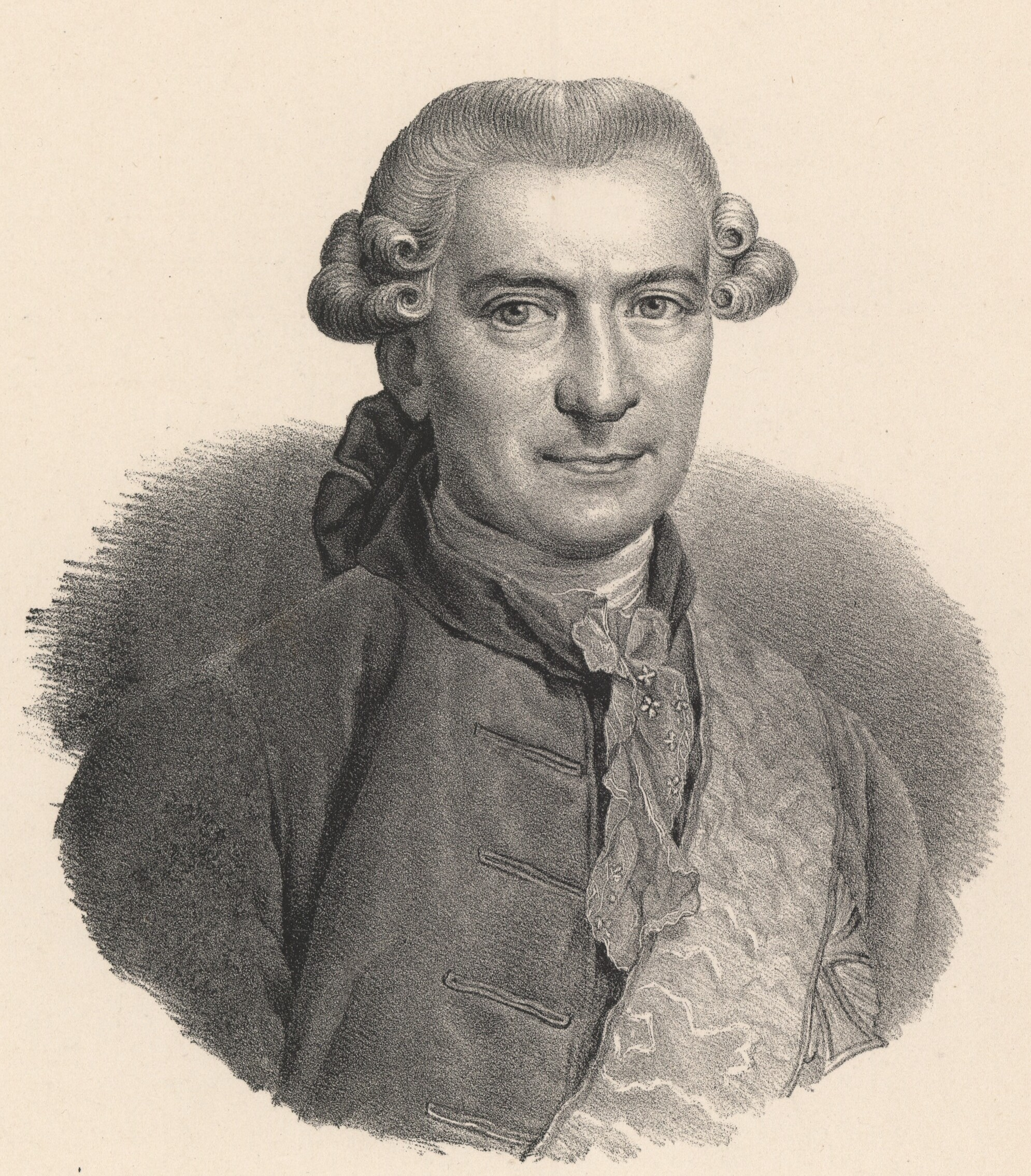
Ove Høegh-Guldberg († 1808) sicherte die Vorherrschaft der Dänen im Gesamtstaat
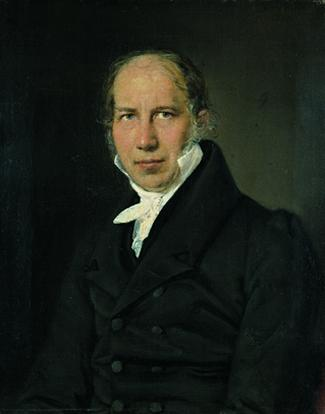
Nikolai Grundtvigs († 1872) Volksschulen förderten religiösen Nationalismus
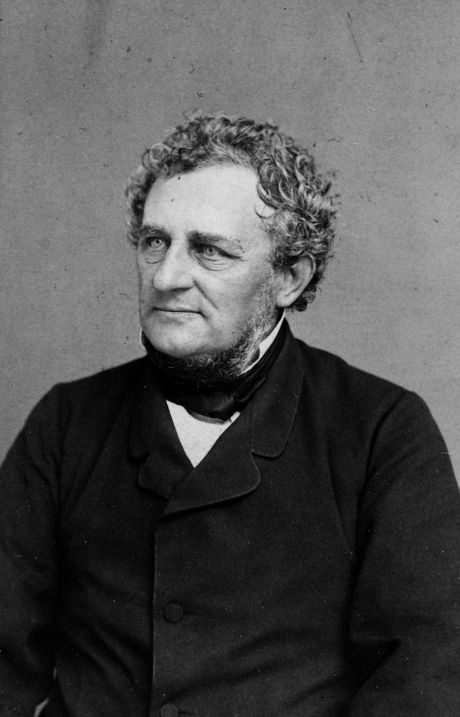
Orla Lehmanns († 1870) Eiderdänen nahmen deutschfeindliche Positionen ein
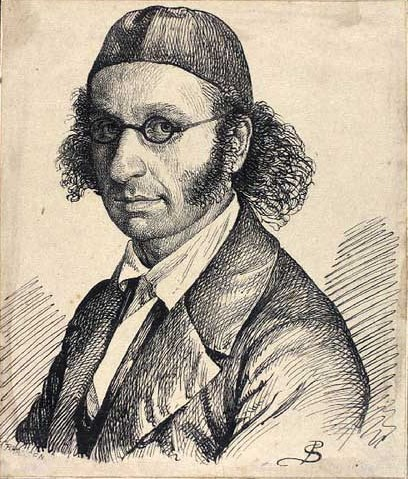
Frederik Barfods († 1896) pan-skandinavistischer Nationalismus versöhnte Dänen und Schweden

Im Deutsch-Dänischen Krieg verlor Dänemark 1865 schließlich Schleswig und Holstein an Deutschland, fortan lebte eine dänische Minderheit außerhalb des Königreichs. Erst nach dem Ersten Weltkrieg kam der Norden Schleswigs wieder zu Dänemark. Den absoluten Tiefpunkt in der Geschichte der dänisch-deutschen Beziehungen führte jedoch erst die deutsche Besetzung des neutralen Dänemark während des Zweiten Weltkriegs herbei (1940–1945). Während einige Tausend Kollaborateure in dänischen SS-Einheiten nordisch-pangermanischen Nationalismus und Nationalsozialismus unterstützten (unter ihnen auch viele Angehörige der deutschen Minderheit in Nordschleswig), formierte sich gegen die Besatzer und ihre Kollaborateure nationaler Widerstand. Nicht zufällig nannte sich die wichtigste Widerstandsgruppe Holger Danske. Misstrauen und antideutsche Vorurteile wurden durch die Besatzungszeit verstärkt und haben sich bis in die 1990er Jahre erhalten. Derartige Ressentiments haben sich auch auf die dänische Europapolitik ausgewirkt, zahlreiche Dänen fürchten in einem größeren Europa eine Überfremdung durch die zahlreicheren Deutschen.
Mit der Verfassung von 1953 galten die grönländischen Inuit als Norddänen. Vor allem in den 1960er und 1970er Jahren betrieben Dänemarks sozialdemokratische Regierungen ihnen gegenüber eine Danisierungspolitik, die die Eingliederung der Inuit in den Wohlfahrtsstaat zum Ziel hatte; sie sollten zur Sesshaftigkeit gezwungen werden. Nach der Übernahme der Regierung durch eine rechtsliberal-konservative Koalition war die Innenpolitik unter Anders Fogh Rasmussen von seinem 2003 geprägten Schlagwort des Kulturkampfes gegen einen ausufernden Staat und gegen den Einfluss des dänischen Kulturradikalismus geprägt, was an einer Polarisierung zwischen eher nationalistischen und kulturradikal-modernistischen Positionen erkennbar war. Rasmussen erklärte, dass Dänemark kein multiethnisches Land sei und es auch nicht sein wolle. Mit einer Verschärfung der zuvor unter sozialdemokratischer Regierung erweiterten Asylgesetze, der Einschränkung des Familiennachzugs für im Lande lebende Ausländer und der Wiedereinführung permanenter Grenzkontrollen zeigte sich zudem der Einfluss der rechtspopulistischen Dansk Folkeparti, die die rechtsliberal-konservative Minderheitsregierung parlamentarisch unterstützte. Ebenfalls in diese Zeit fielen die Mohammed-Karikaturen der dänischen Zeitung Jyllands-Posten.

## Religion

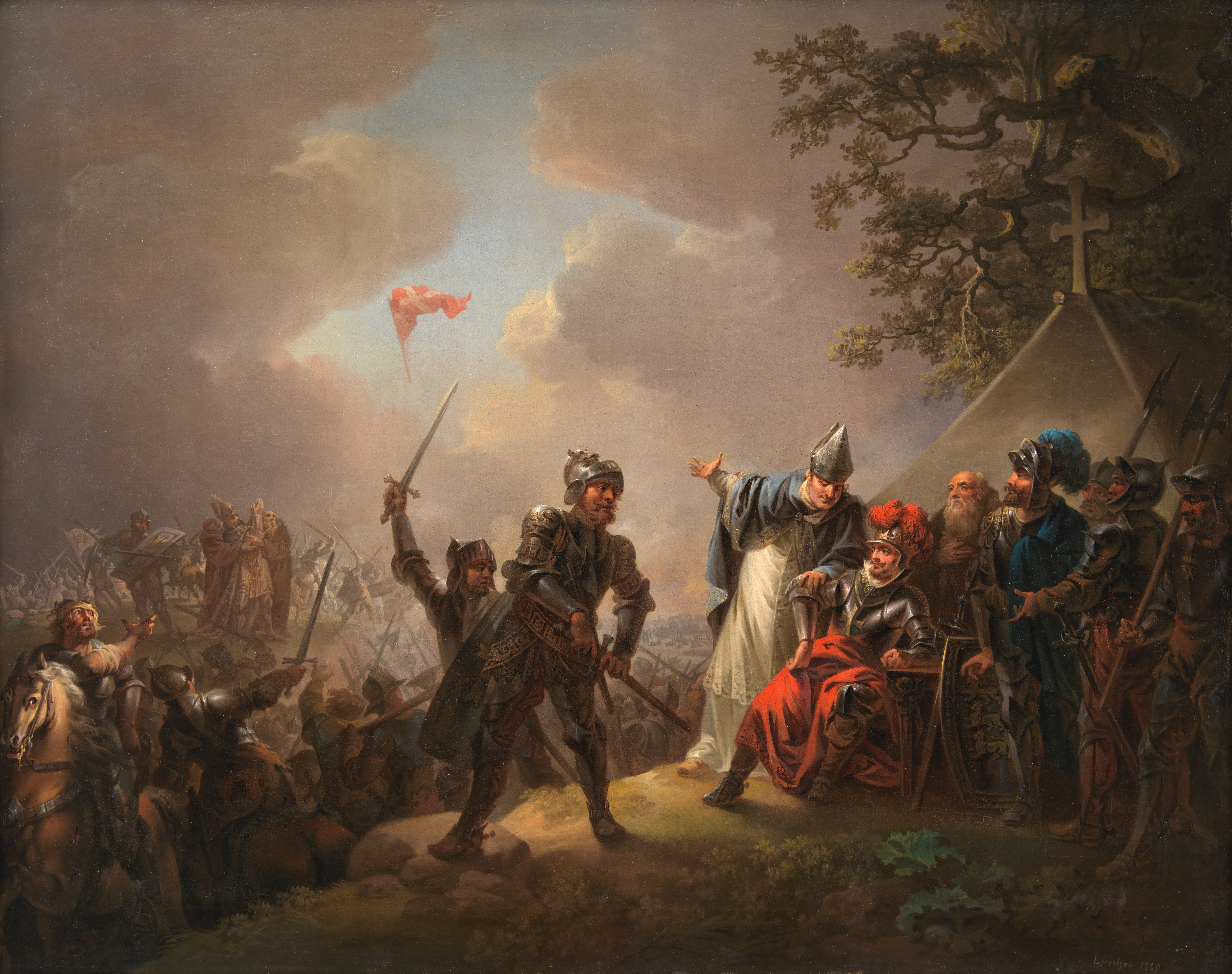
Der Legende nach soll Dänemarks Nationalsymbol, der Dannebrog, den christlichen Dänen während eines Kreuzzuges in Estland vom Himmel herabgesandt worden sein (1219). Der Tag dieser Herabkunft (15. Juni) war von 1913 bis 1948 Nationalfeiertag.

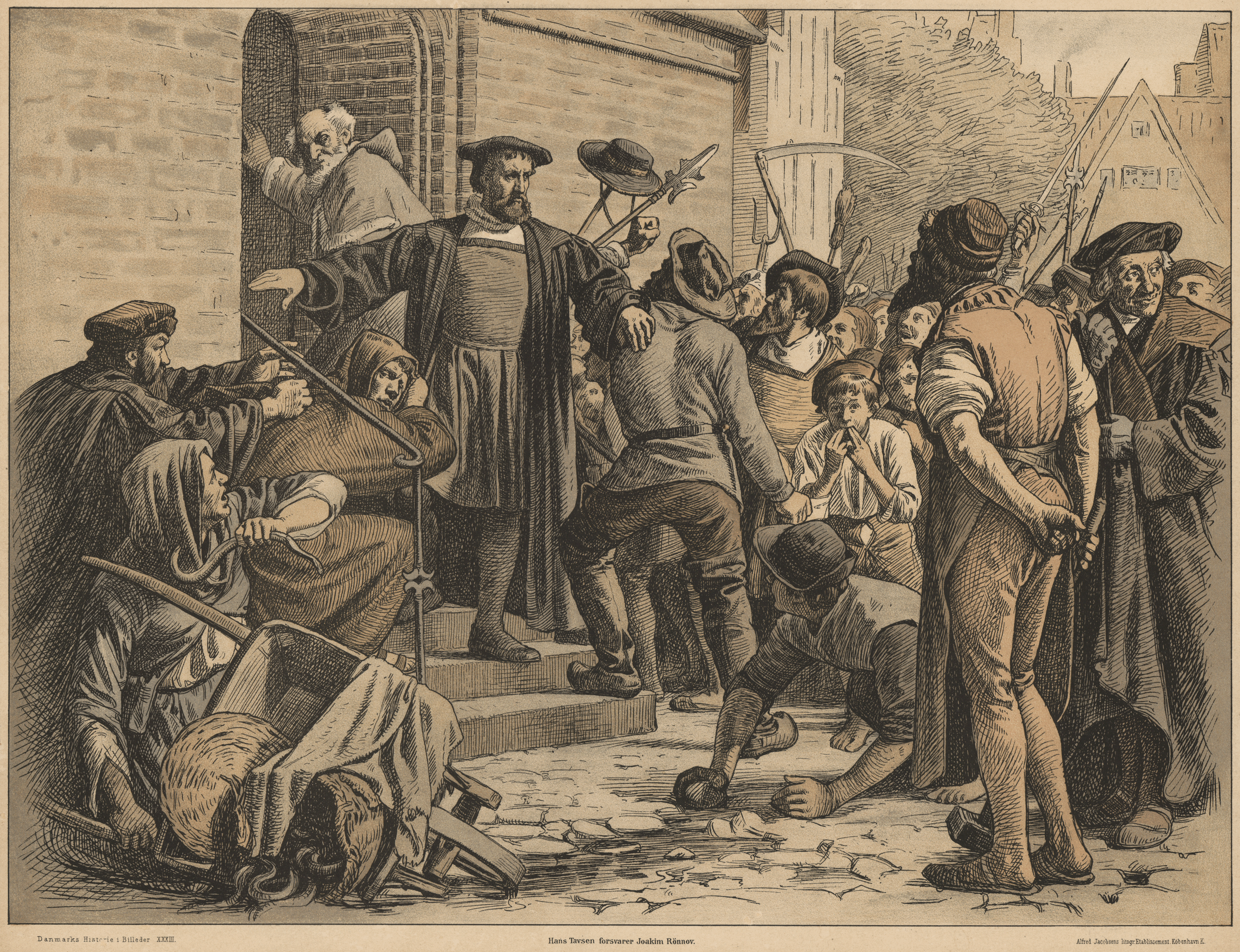
Mit dem Wirken des Lutheraners Hans Tausen hielt die Reformation Einzug in Dänemark (Darstellung von Carl Bloch, 19. Jahrhundert)

Schon im 7. Jahrhundert soll der fränkische Bischof Eligius Missionare zu den Dänen entsandt haben, und zwischen 699 und 725 hatte bereits der angelsächsische Missionar Willibrord von Utrecht unter den Friesen auch in Jütland und am Hof des Dänenkönigs Angantyr gepredigt. Einer dänischen Sage zufolge sei um 810 Holger Danske von Karl dem Großen zur Annahme des Christentums gezwungen worden. (Als Karls Vasall habe Holger dann Indien erobert und christianisiert, ehe er zurückgekehrt sei.) Im Jahr 823 kam Ebo von Reims als erster päpstlicher Missionar nach Dänemark. Als erster dänischer König soll Harald Klak sich schon 826 haben taufen lassen, doch die übrigen Dänen hielten trotz der von Hamburg und Bremen ausgehenden Missionsversuche des Heiligen Ansgar zunächst am alten nordgermanischen Glauben fest, zahlreiche Kirchen wurden wieder zerstört, christliche Dänen wanderten nach Friesland aus. Im Jahre 845 zerstörten dänische Wikinger auch das Missionszentrum Hamburg. Im eroberten England hingegen hatten die dänischen Wikinger unter Guthrum um 878 das Christentum angenommen, ebenso 881 Godefried in Friesland und spätestens 926 die dänisch-norwegischen Wikinger-Könige in Irland. Um 911 ließen sich auch die dänischen Wikinger in der Normandie und ihr Anführer Rollo taufen. Ein Aufstand der Dänen in der Normandie gegen die Christianisierung wurde 943 niedergeschlagen.
Mitte des 10. Jahrhunderts waren der niedersächsische Bischof Unni und der friesische Missionar Poppo auch in Dänemark erfolgreich: Zunächst soll 934 der besiegte warägische König Knut I. von Haithabu gezwungenermaßen zum Christentum übergetreten sein. Die warägischen Kaufleute in Haithabu hatten den Vorteil der neuen Religion im Umgang mit christlichen Handelspartnern schon früher erkannt. In Schleswig (Haithabu), Ripen und Aarhus entstanden anno 948 Dänemarks erste Bistümer. Gorms Sohn Harald Blauzahn, der 943 noch den heidnischen Aufstand in der Normandie unterstützt hatte, ließ sich um 965 von Poppo taufen. Eine von Haralds Sohn Sven Gabelbart bemühte Restauration der alten Glaubensverhältnisse scheiterte; Svens Sohn Knut II. holte zu Beginn des 11. Jahrhunderts englische Missionare nach Dänemark. In der Folge wurden die Dänen christianisiert, so dass Knuts Neffe Sven Estridsson in der zweiten Hälfte des 11. Jahrhunderts die englischen Kleriker durch dänische ersetzte. Svens Sohn beteiligte sich 1097 am Ersten Kreuzzug, und der kirchenfreundliche König Knut IV. wurde 1101 sogar heiliggesprochen. Mit der Gründung eines Erzbistums in Lund löste sich die dänische Kirche 1104 von Hamburg und Bremen, und dänische Könige begannen nun ihrerseits Kreuzzüge zur Bekehrung der Wenden (1168 Eroberung Rügens). Auf einem Kreuzzug nach Estland soll den christlichen Dänen 1219 der Dannebrog, ihre heutige Nationalfahne, vom Himmel herabgesandt worden sein.
Nach seiner Absetzung in Schweden und Dänemark (1523) trat der ehemalige Unionskönig Christian II. zum lutherischen Glauben über und veröffentlichte eine erste Übersetzung des Evangeliums ins Dänische. Unter ihm ging die staatliche Union mit Schweden (Kalmarer Union) zu Ende, obwohl auch in Schweden 1527/31 das evangelische Christentum eingeführt wurde. Zeitgleich begann der Lutheraner Hans Tausen in Dänemark reformatorisch zu predigen. Mit der Niederschlagung der katholischen Opposition in Norwegen und der Einführung der Reformation in Dänemark durch Christian III. im Jahre 1536 wurde schließlich auch die dänische Bevölkerung evangelisch-lutherisch. Um die alte dänische Kirche umzustrukturieren und eine neue Nationalkirche aufzubauen, holte Christian III. Luthers Weggefährten Johannes Bugenhagen aus Deutschland nach Dänemark. Die Bibelübersetzung von 1550 kodifizierte die dänische Standardsprache. Christian IV. fühlte sich während des Dreißigjährigen Krieges 1625 sogar zum Retter und Vorkämpfer der evangelischen Christenheit auch im Deutschen Reich berufen.

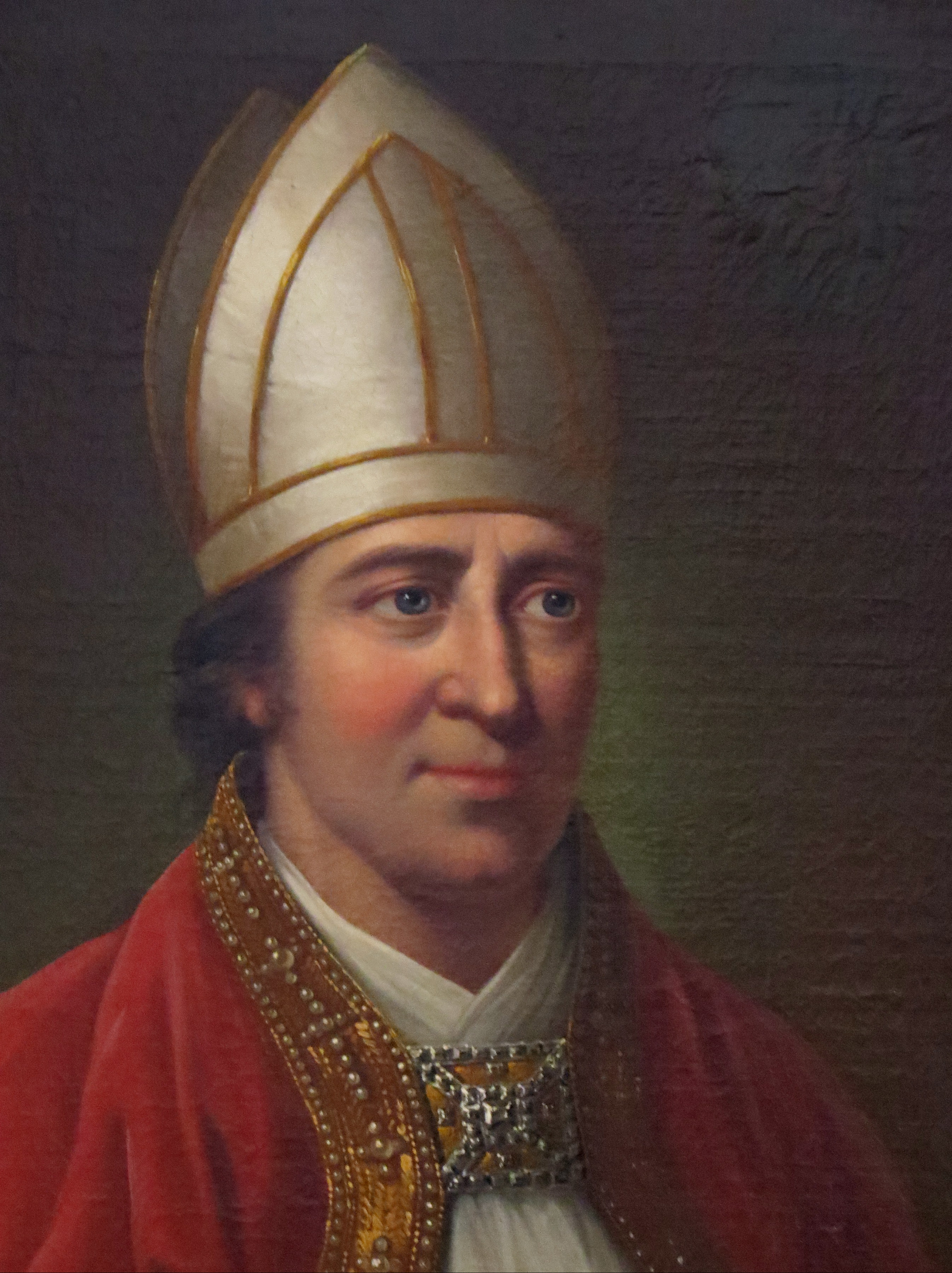
Mit dem Heiligen Ansgar begann um 830 die Christianisierung der Dänen und Schweden
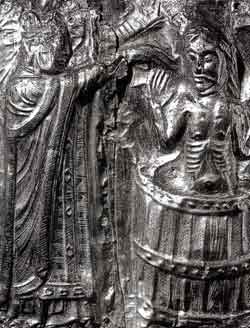
König Harald Blauzahn ließ sich um 965 vom friesischen Missionar Poppo taufen
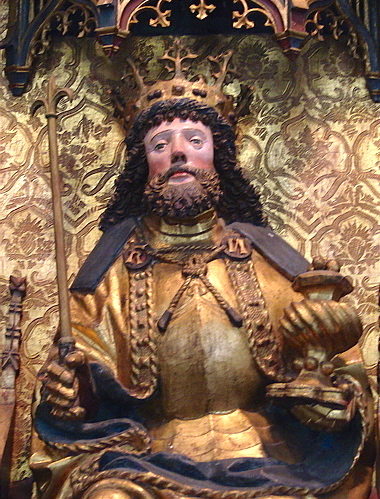
König Knut IV. wurde 1101 heiliggesprochen und galt als Dänemarks Schutzpatron
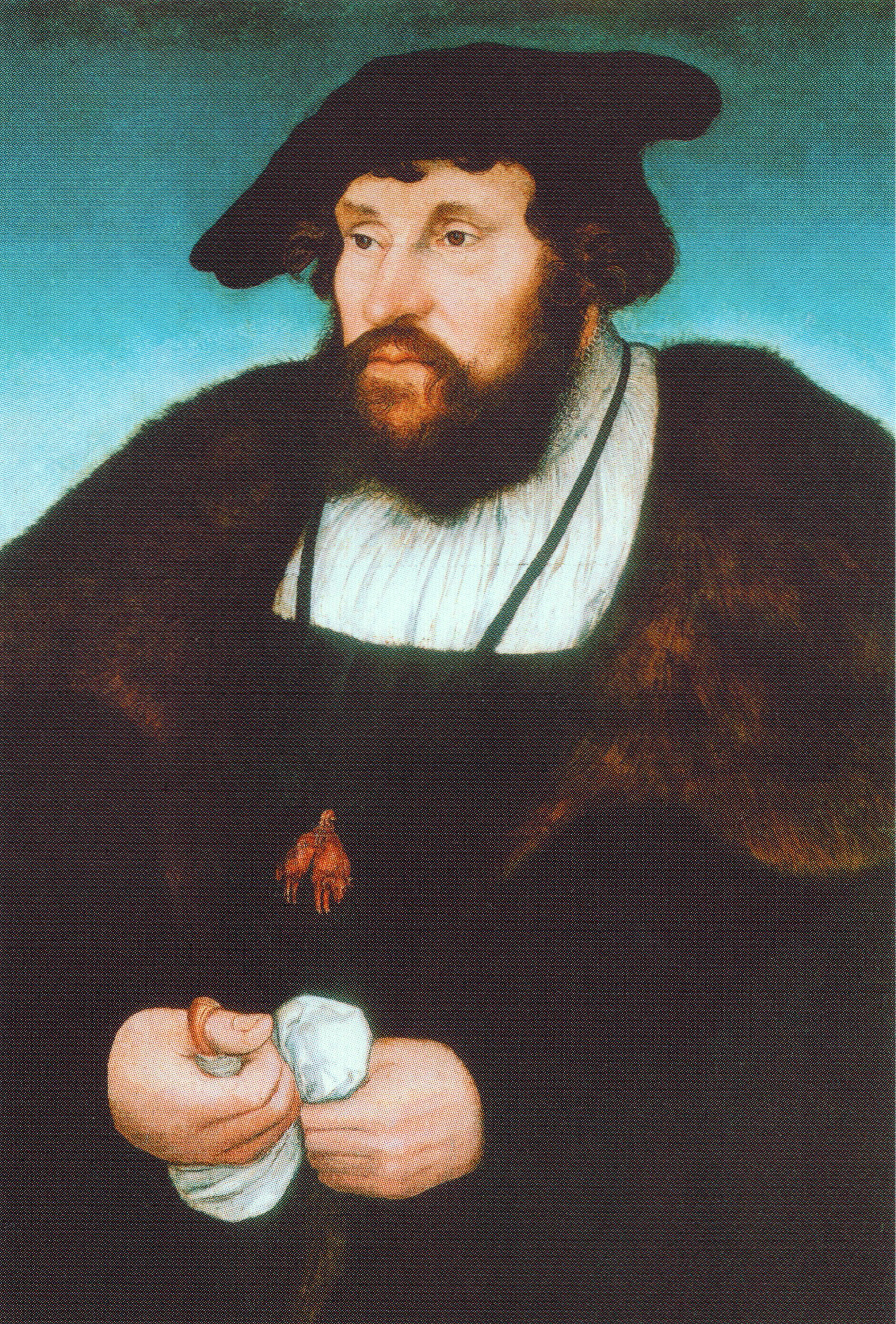
Christian II., letzter Unionskönig und erster Lutheraner (porträtiert von Lucas Cranach, 1523)

Im Jahr 2018 galten 77 Prozent der Bevölkerung Dänemarks als evangelisch, 2012 waren es noch mindestens 80 Prozent, Ende der 1990er Jahre sogar über 90 Prozent. Die Tendenz ist fallend, und kaum noch 5 Prozent aller Dänen gehen regelmäßig in die Kirche. Die dänische Volkskirche genießt im Grundgesetz Dänemarks eine privilegierte Stellung, die der einer Staatskirche ähnelt. Der evangelisch-lutherische Glaube ist zwar offiziell nicht mehr Staatsreligion, das königliche Staatsoberhaupt muss aber lutheranisch sein. In seiner Funktion als Oberhaupt der dänischen Kirche obliegt dem/der König/-in auch die Ernennung der Bischöfe.

## Dänen außerhalb Dänemarks
Die Mehrzahl der 5,5 bis 6 Mio. ethnischen Dänen lebt in Dänemark. Hier machen sie etwa 95 % der Bevölkerung aus. In den autonomen Gebieten stellen die ethnischen Dänen hingegen nur eine Minderheit, in Grönland mit 11,2 % der Einwohner und auf den Färöern mit 5,8 %.

### Dänen in Norddeutschland

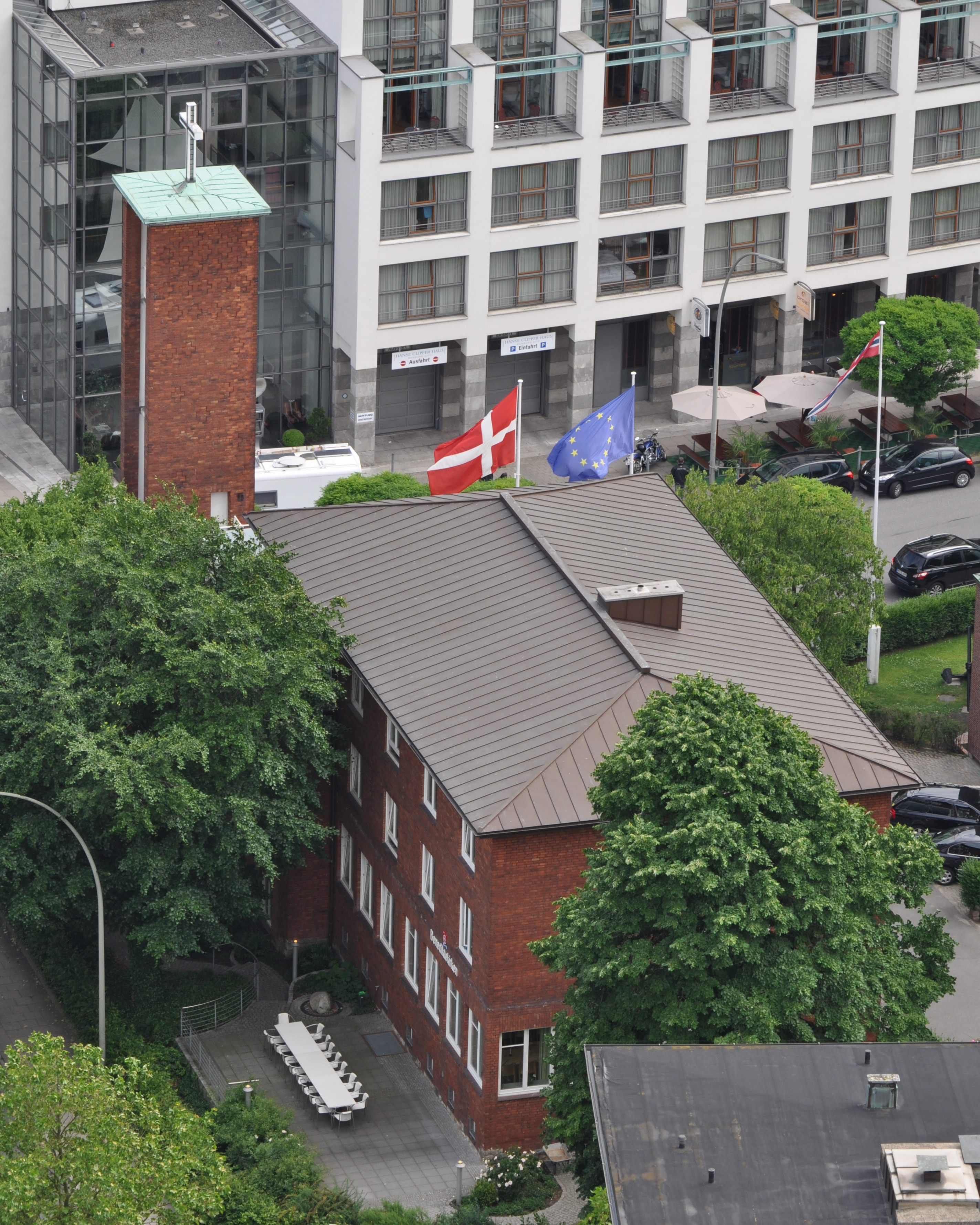
Die dänische Seemannskirche ist ein wichtiger Treffpunkt der in Hamburg lebenden Dänen

In Schleswig-Holstein gibt es eine dänische Minderheit, die mit dem Südschleswigschen Wählerverband SSW eine eigene politische Vertretung besitzt und in zahlreichen dänischen Kirchengemeinden, Kultur- und Sportvereinen organisiert ist. Daneben gibt es dänische Schulen und Kindergärten. In Deutschland sind die dänischen Südschleswiger als nationale Minderheit anerkannt. Nach früheren Angaben des Landtags Schleswig-Holsteins soll ihre Anzahl 50.000 betragen. In dänischen Vereinen sind über 20.000 Mitglieder organisiert. Über 10.000 Einwohner im Landesteil Schleswig sprechen Dänisch als Muttersprache, weitaus mehr jedoch als Zweitsprache. Im März 2015 veröffentlichte die Universität Hamburg jedoch eine auf Befragungen basierende Studie, der zufolge die dänische Minderheit in Norddeutschland mit 100.000 Angehörigen doppelt so groß sei wie bis dahin angenommen. Allein in Hamburg gibt es demnach 25.000 Dänen; 37.000 Dänen leben in Holstein und 42.000 in Schleswig.

### Dänen in Nordeuropa
In Dänemarks nördlichen Nachbarländern Schweden und Norwegen gibt es sowohl alteingesessene dänische Minderheiten als auch eingewanderte dänische Staatsbürger: in Schweden leben mindestens 38.000 Dänen; in Norwegen leben je nach Quelle 12.000, 15.000, 18.000 oder 20.000 Dänen. In der ehemaligen dänischen Besitzung Island leben fast 1300 weitere Dänen.

### Dänen in Nordamerika

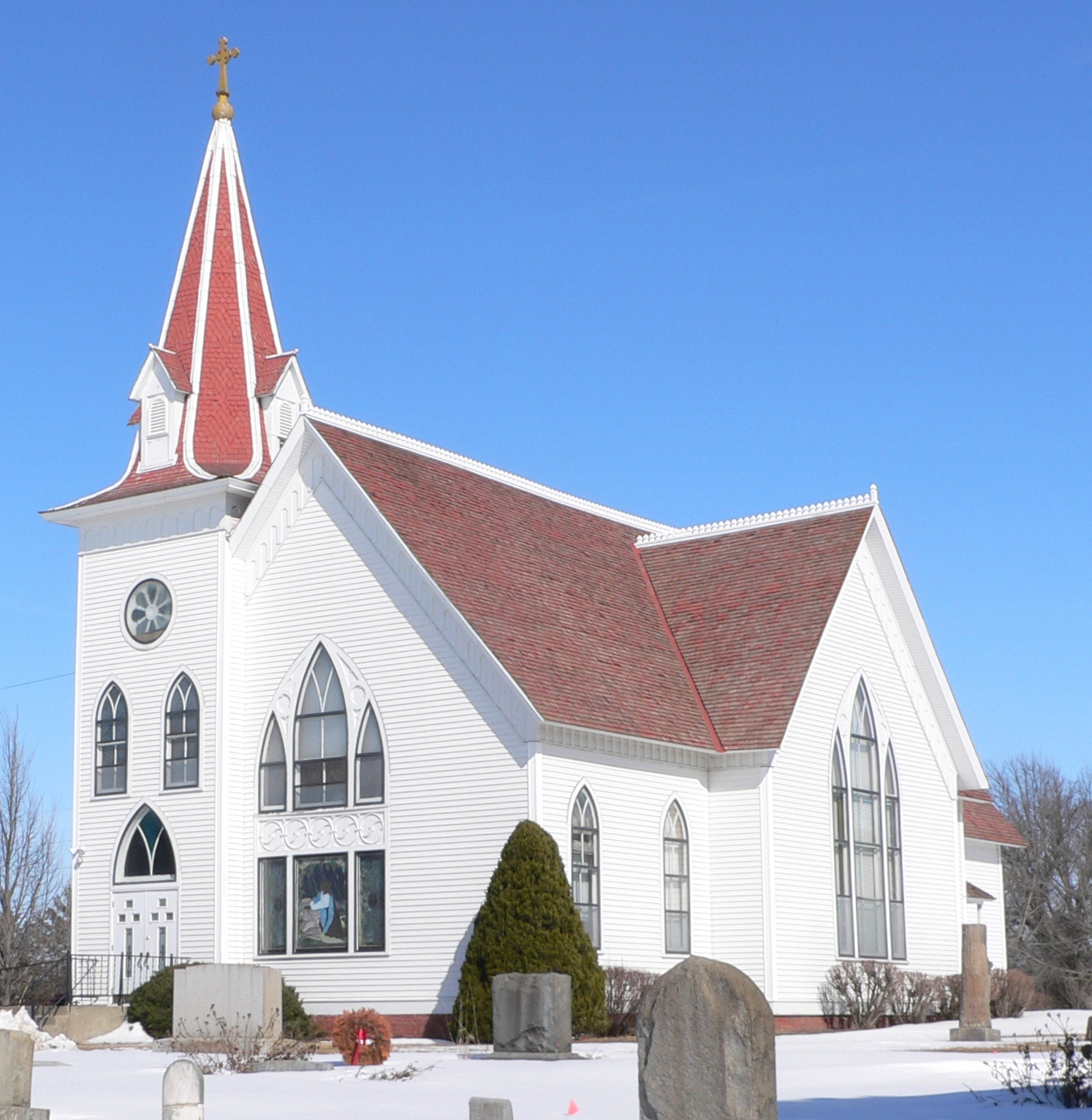
Die dänische St. John’s Evangelical Lutheran Church in Kronborg (Nebraska)

In den USA, in Kanada, Australien, Brasilien, Argentinien und in Großbritannien gibt es eine größere Anzahl von Einwohnern mit dänischer Abstammung. Für die USA werden je nach Quelle 160.000, 190.000 oder 320.000 Dänen aufgeführt. Im Jahr 1790 lebten erst rund 8000 Dänen (und ebenso viele Norweger) in den USA. Die heutigen dänischstämmigen Amerikaner sind vor allem Nachkommen dänischer Auswanderer des 19. und 20. Jahrhunderts. Verglichen mit Schweden und Norwegen war die Auswanderung aus Dänemark aber geringfügig.
Zwischen 1820 und 1993 wanderten insgesamt 372.000 Dänen in die USA aus. Beim United States Census 2000 wurden über 1,43 Millionen Abkömmlinge dänischer Auswanderer gezählt, über 200.000 davon in Kalifornien. Noch 1990 hatte es 1,63 Mio. Dänischstämmige in den USA gegeben. Von ihnen sprachen aber kaum 30.000 noch Dänisch als Muttersprache. Für Kanada werden 90.000 bis 200.000 Dänen bzw. Dänischstämmige angegeben, für Australien 6000 beziehungsweise über 50.000.